# Gentiana dinarica
Gentiana dinarica là một loài thực vật có hoa trong họ Long đởm. Loài này được Beck mô tả khoa học đầu tiên năm 1887.